# Surf in Italy
Surf in Italy è il terzo album del Gruppo Italiano, pubblicato dalla Ricordi nel 1985.
Il disco è composto prevalentemente da cover di successi incisi da altri artisti soprattutto negli anni '60 (in diversi casi si tratta di versioni italiane di motivi stranieri, come usava all'epoca). Unica eccezione è Tropicana, fortunato brano originale del quintetto, uscito su singolo due anni prima. 
L'album sarà anche l'ultimo registrato dalla band milanese.

## Tracce
1. Cuando calienta el sol
2. Sono bugiarda
3. Con te sulla spiaggia
4. Ti dirò
5. Che colpa abbiamo noi
6. Datemi un martello
7. A chi
8. Tropicana
9. L'estate sta finendo

## Formazione
- Patrizia Di Malta - voce
- Raffaella Riva - voce
- Gigi Folino - basso, voce
- Roberto del Bo - percussioni, batteria
- Chicco Santulli - chitarra